# 北原多香子
北原 多香子（きたはら たかこ、1985年12月6日 - ）は、日本の元AV女優。

## 人物・来歴
- 2006年（21歳）、マックス・エーより、北原多香子として単体デビューした。
- 2008年（23歳）に引退。
- 趣味は、読書、バレーボール。

## 出演作品

### アダルトビデオ
- Only One（2006年6月29日）
- 乳爛漫　ハードに揺れて…（2006年7月28日）
- おいしいオッパイ。（2006年8月31日）
- 教えてティーチャー（2006年9月29日）
- OLのおねえさん（2006年10月28日）
- 不法侵乳22（2006年11月29日）
- 美癒（2006年12月29日）
- MAX GIRLS よくばり大回転（2007年1月16日）他出演:柚木ティナ、藤森ねね、佐藤ローラ、恋小夜、小栗杏菜
- UREKKO（2007年1月30日）
- ようこそMax Cafeへ!（2007年2月28日）
- MAX GIRLS 気まぐれ大回転（2007年3月16日）他出演:若菜ひかる、原更紗、恋小夜、柚木ティナ、小栗杏菜
- 艶尻（2007年3月23日）
- 妹の秘密（2007年4月27日）
- MAX GIRLS 完全撮り下ろし! イキまくり7人スペシャル（2007年5月18日）他出演:柚木ティナ、佐藤ローラ、恋小夜、原更紗、若菜ひかる、灘坂舞
- 華麗なる飼育（2007年5月25日）
- 制服狩り（2007年6月29日）
- MAX GIRLS 特大号（2007年7月13日）他出演:柚木ティナ、恋小夜、佐藤ローラ、原更紗、長瀬茜、灘坂舞
- 阿葉擦れ （2007年7月27日）
- MAX GIRLS 完全撮り下ろし! 連続!連発!ハメまくり!!（2007年8月17日）他出演:柚木ティナ、キヨミジュン、渚、長瀬茜、橘くらら、吉崎直緒
- シルビル （2007年8月31日）
- MAX GIRLS 過激に可憐にヌレまくり!!（2007年9月14日）他出演:原更紗、小泉梨菜、灘坂舞、ほしのみゆ、長瀬茜、佐藤ローラ、キヨミジュン
- 艶乳 （2007年9月28日）
- MAX GIRLS 大感謝祭（2007年10月12日）他出演:美上セリ、渚、橘くらら、長瀬茜、キヨミジュン、小泉梨菜、Rio（柚木ティナ）
- 淫口 （2007年10月26日）
- MAX GIRLS ecstasy（2007年11月9日）他出演:長瀬茜、吉崎直緒、キヨミジュン、小泉梨菜、原更紗、橋本美歩、Rio
- 女教師狩り 吉崎直緒 with 北原多香子（2007年11月23日）共演:吉崎直緒
- 女教師狩り 北原多香子 with 吉崎直緒（2007年11月23日）共演:吉崎直緒
- MAX GIRLS exciting （2007年12月14日）他出演:小泉梨菜、キヨミジュン、長瀬茜、橘くらら、Rio、吉崎直緒、鮎川なお、篠崎ミサ、有希ちな
- MAX GIRLS 3 卒業編（2008年3月14日）他出演:彩音リカ、篠崎ミサ、小泉梨菜、くるみひな、希志あいの、灘坂舞
- 鬼畜 （2008年3月28日）
- MAX GIRLS 4 新入社員編（2008年4月11日）他出演:くるみひな、有希ちな、彩音リカ、篠崎ミサ、小泉梨菜
- 引退 （2008年4月25日）
- デジタルリマスター Only One&おいしいオッパイ。（2008年6月13日）既作品より映像を改良した2作セット（ただし、特典映像は割愛されている）
- デジタルリマスター 教えてティーチャー&OLのお姉さん（2008年7月11日）既作品より映像を改良した2作セット（ただし、特典映像は割愛されている）
- Only MAX（2008年9月26日）MAX GIRLSに出演するシーンの寄せ集め版（※若菜ひかる及び恋小夜との鼎談（『気まぐれ大回転』に収録）等は収録されていない）
- MAXピンクファイル 北原多香子 Vol.1（2009年1月23日）いくつかの既作品からダイジェスト編集版
- 犯られまくる淫乱OL25人（2009年9月25日）オムニバス作品
- 新MAXピンクファイル 北原多香子 スーパーアナライザーモザイク仕様（2009年10月9日）いくつかの既作品から映像を改良してダイジェスト編集したもの。
- 新MAXピンクファイル 北原多香子2 スーパーアナライザーモザイク仕様（2010年4月9日）いくつかの既作品から映像を改良してダイジェスト編集したもの。
- 北原多香子狩り（2014年1月24日発売）自作オムニバス作品
- 日本一の美乳 （2017年2月25日発売）オムニバス作品。他出演者：香純ゆい、星井笑、春宮すず、白石みなみ、琴音りあ、水咲あかね、二階堂あい、星月あず、橋本麻耶、蜜井とわ、真木今日子、JULIA、香澄のあ、あいの美羽、小倉奈々、小沢アリス、長瀬麻美、椎名ゆな、黒木アリサ、小坂めぐる、浜崎りお、灘坂舞、星野あかり

※特記したものを除き、すべてマックス・エーより発売。

### イメージビデオ
- 裸体（2006年12月5日、シャッフル）

### 写真集
- LADY EX（2007年2月、彩文館出版、撮影：野川イサム）ISBN 9784775601815
- JUICY HONEY 北原多香子（デジタル写真集）（2007年3月28日、デジタルコンテンツ社、撮影：岡克己）
- 北原多香子デジタル写真集 vol.1 Love at first sight（2009年4月2日、グラフィス、撮影：横山こうじ）
- 北原多香子デジタル写真集 vol.2 Love at first sight（2009年5月7日、グラフィス、撮影：横山こうじ）

### テレビ
- 誘惑のマーメイド（MONDO21）